# Telmatobius culeus
Espèce
Statut de conservation UICN

 EN  : En danger
La grenouille du lac Titicaca (Telmatobius culeus) est une espèce d'amphibiens de la famille des Telmatobiidae endémique du lac Titicaca, en Amérique du Sud.

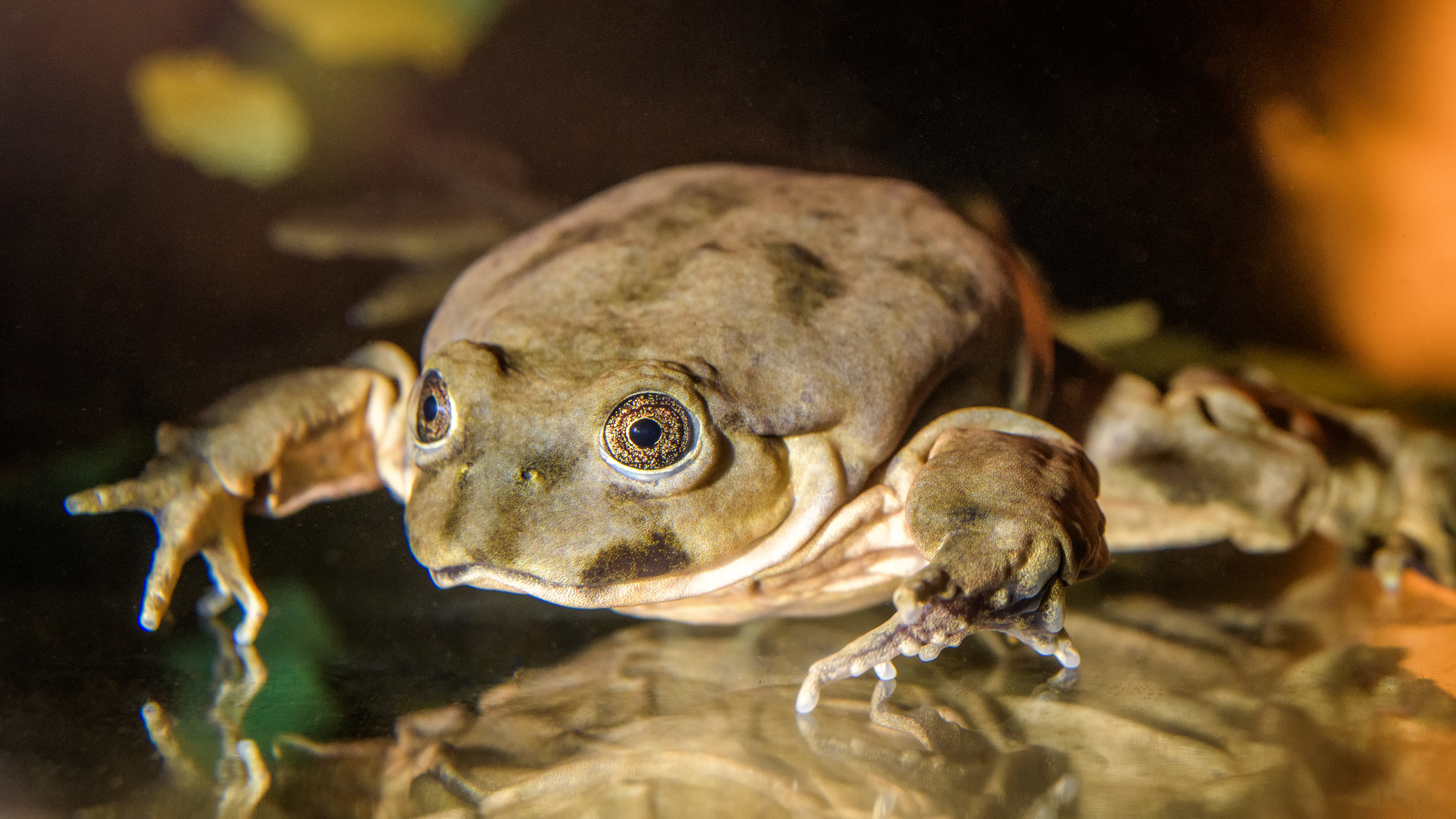
Une grenouille du lac Titicaca au zoo de Prague.

## Description
Elle est parfois dite « grenouille géante du lac Titicaca » car si la plupart des exemplaires ont 20 cm de long, les plus âgés peuvent atteindre 60 cm pour un poids d'un kilo,.
Comme certains tritons, cette grenouille a une respiration cutanée, c'est-à-dire principalement par la peau. En effet, l'augmentation de la surface cutanée créée par les nombreux replis de peau est suffisante pour que cette grenouille n'ait pas besoin de ses poumons pour respirer.

## Répartition
Cette espèce ne vit que dans le lac Titicaca, situé à 3 810 m d'altitude entre la région de Puno au Pérou et le département de La Paz en Bolivie.

## Menaces
Telmatobius culeus est aujourd'hui en danger critique d'extinction en raison de la pollution du lac due à l'agriculture et aux activités domestiques, ainsi que de l'extraction d'eau qui absorbe des individus.  

## Liste des synonymes
- Cyclorhamphus culeus Garman, 1876
- Telmatobius escomeli Angel, 1923
- Telmatobius culeus albiventris Parker, 1940
- Telmatobius albiventris Parker, 1940
- Telmatobius escomeli crawfordi Parker, 1940
- Telmatobius escomeli exsul Vellard, 1951
- Telmatobius albiventris parkeri Vellard, 1951
- Telmatobius albiventris punensis Vellard, 1951
- Telmatobius culeus dispar Vellard, 1953
- Telmatobius culeus fluviatilis Vellard, 1953
- Telmatobius culeus lacustris Vellard, 1953
- Telmatobius crawfordi Vellard, 1953
- Telmatobius crawfordi semipalmatus Vellard, 1953
- Telmatobius albiventris globulosus Vellard, 1960

## Publication originale
- Garman, 1876 : Exploration of Lake Titicaca by Alexander Agassiz and S. W. Garman. I. Fishes and Reptiles. Bulletin of the Museum of Comparative Zoology, vol. 3, no 11, p. 273-279 (texte intégral).